# Jitsi
Jitsi (от болг. жици — «провода́»; также SIP Communicator) — это система интернет-телефонии и мгновенного обмена сообщениями, поддерживающая несколько популярных протоколов, включая SIP, XMPP, AIM/ICQ, .NET Messenger Service (MSN), Yahoo! Messenger, Bonjour, IRC и RSS. Написана на Java.
Программа также позволяет совершать видеозвонки и обеспечивает передачу файлов. Eсть возможность передавать изображение с экрана монитора.

## Основные проекты
Репозиторий с открытым исходным кодом Jitsi на GitHub в настоящее время содержит 132 репозитория. Основные проекты это: 
Jitsi Meet
Jitsi Videobridge
Jigasi
lib-jitsi-meet
Jideshaрасширения для браузера Google Chrome для Jitsi Meet
Jitsi

### Jitsi Meet
Jitsi Meet - это приложение JavaScript WebRTC с открытым исходным кодом, используемое в основном для видеоконференцсвязи.

### Jitsi Videobridge
Jitsi Videobridge - это решение для видеоконференцсвязи, поддерживающее WebRTC, которое обеспечивает многопользовательскую видеосвязь. Это блок выборочной пересылки (SFU), который пересылает только выбранные потоки другим пользователям, участвующим в вызове по видеоконференции, поэтому мощность процессора не так критична для производительности.

### Jitsi Desktop
Jitsi породил несколько родственных проектов, таких как Jitsi Videobridge Selective Forwarding Unit (SFU) и Jitsi Meet, приложений для видеоконференцсвязи и веб-конференций. Чтобы предотвратить недопонимание из-за растущей популярности этих других проектов Jitsi, клиентское приложение Jitsi было переименовано в Jitsi Desktop.